# Бојертаун (Пенсилванија)
Бојертаун (енгл. Boyertown) град је у америчкој савезној држави Пенсилванија.

## Демографија
По попису из 2010. године број становника је 4.055, што је 115 (2,9%) становника више него 2000. године.
| Група             | 2000.         | 2010.         |
| Белци             | 3.876 (98,4%) | 3.926 (96,8%) |
| Афроамериканци    | 8 (0,2%)      | 22 (0,5%)     |
| Азијати           | 14 (0,4%)     | 25 (0,6%)     |
| Хиспаноамериканци | 29 (0,7%)     | 45 (1,1%)     |
| Укупно            | 3.940         | 4.055         |